# Михайловское сельское поселение (Северский район)
Михайловское сельское поселение — муниципальное образование в составе Северского района Краснодарского края России.
В рамках административно-территориального устройства Краснодарского края ему соответствует Михайловский сельский округ.
Административный центр — село Михайловское.

## Население
| 2010  | 2012  | 2013  | 2014  | 2015  | 2016  | 2017  |
| ----- | ----- | ----- | ----- | ----- | ----- | ----- |
| 2100  | ↗2113 | ↘2097 | ↘2095 | ↗2098 | ↘2084 | ↘2069 |
| 2018  | 2019  | 2020  | 2021  | 2023  |       |       |
| ↗2093 | ↘2078 | ↘2061 | ↗2122 | ↘2101 |       |       |

## Населённые пункты
В состав сельского поселения (сельского округа) входят 3 населённых пункта:
| № | Населённый пункт | Тип населённого пункта | Население (чел.) |
| - | ---------------- | ---------------------- | ---------------- |
| 1 | Александровский  | хутор                  | →0               |
| 2 | Ананьевский      | хутор                  | ↘325             |
| 3 | Михайловское     | село                   | ↗1775            |

## История
Михайловское сельское поселение в составе Северского района было образовано согласно Закону Краснодарского края от 1 апреля 2004 года.

## Руководство
Глава сельского поселения — Комисаров Виктор Александрович. Адрес администрации сельского поселения: 353263, Краснодарский край, Северский район, с.Михайловское, ул. Советская, 11а.

## Официальная символика
Флаг утверждён 20 октября 2010 года и 17 декабря 2010 года внесён в Государственный геральдический регистр Российской Федерации.